# Поповка (Харовский район)
Поповка — деревня в Харовском районе Вологодской области. Входит в сельское поселение Шапшинское. До 2015 года являлась административным центром Азлецкого сельского поселения и Азлецкого сельсовета.
Расстояние до районного центра Харовска по автодороге — 54 км. Ближайшие населённые пункты — Острецовская, Когариха, Истомиха, Сергеиха, Засухино. Деревня расположена на северном берегу озера Азлецкое.
По переписи 2002 года население — 139 человек (72 мужчины, 67 женщин). Преобладающая национальность — русские (99 %).